# Ramazan
Ramazan (arap. رمضان, ramaḍān) deveti je mjesec u islamskom kalendaru. To je za muslimane sveti mjesec jer je u njemu počela objava Kurana, u mubarek noći Kadr. Tijekom ramazana muslimanima je zabranjeno ratovanje, a strogo naređen post.
Ramazan se dijeli na tri trećine: prva je Alahova milost (رحمة), druga je Alahov oprost (مغفرة), a treća je spas od džehenemske vatre.

## Ramazanski post
Ramazanski post treći je od pet stupova Islama (praktična dužnost muslimana). Za vrijeme ramazana islamskim je vjernicima od zore do zalaska Sunca zabranjeno konzumiranje bilo kakve hrane, pića (uključujući i vodu), te seksualni odnosi i pušenje duhana. Od njih se također očekuje da što vjernije slijede učenje Muhameda, što uključuje i nastojanje oko boljih međuljudskih odnosa. Važnost se pridaje čistoći misli i djela. Po riječima poslanika Muhameda, uz jelo i piće, ove stvari kvare post: laž, psovka, ogovaranje, kleveta i strastven pogled.
Ako se nešto u zaboravu pojede ili popije, to ne kvari post, uz uvjet da vjernik s time prestane čim se prisjeti da posti. S druge strane, ako se nemarom prilikom abdesta (obrednog pranja pred namaz) ili kupanja proguta samo kap vode, post je automatski pokvaren. Na taj način islam razlikuje nepažnju od nemarnosti.
U islamu su djela valjana ako se učine u ime Alaha, pa je potrebno prije zore odlučiti (učiniti nijjet) postiti u ime Alaha.
Post se prekida u trenutku zalaska Sunca. Taj dnevni obrok zove se iftar i dobro je djelo organizirati iftar za prijatelje, rodbinu i slično. Tradicijski se u iftar pribraja i jelo harira. Zapisane su riječi poslanika Muhameda (prenosi ih Albani): "Tko nahrani postača imat će nagradu kao i onaj što je postio, a postaču nagrada neće biti umanjena."
Neke su skupine ljudi ipak izuzete iz obveze posta. To su djeca prije puberteta i mentalno zaostale osobe.
Nekim se skupinama dozvoljava odgoditi post: 
1. ženama nakon poroda i u vrijeme mjesečnice; obvezne su odgoditi post (i sve druge islamske dužnosti) i nadoknaditi ga kasnije
2. putnicima
3. ratnicima
4. bolesnicima
5. onima koji ne mogu post izdržati zbog teških poslova
6. iznemoglima od starosti
7. ženama u trudnoći i dojenju ako ne mogu post izdržati.

Sve ove skupine dužne su kasnije kroz godinu nadoknaditi post dan za dan (da ne stigne sljedeći ramazan, a da nisu napostili prethodni) ili nahraniti po jednog siromaha za svaki propušteni dan posta.
Tijekom ramazana stavljen je naglasak na duhovnu higijenu: izbjegavanje ružnih misli, riječi i djela. Dakle, ramazanski post nije samo sustezanje od jela i pića nego pokušaj oplemenjivanja ljudskih karaktera i osobnosti dodatnom strpljivošću, mirotvorstvom, suosjećajnošću i slično.
Prije nego što je muslimanima propisan post u ramazanu (a to je druga godina po Hidžri), Muhamed je preporučivao post u "tri desetine": prvih deset dana mjeseca muharrema, posljednjih deset dana ramazana te prvih deset dana mjeseca zul-hidždžeta po islamskom kalendaru.
Ramazanski post završava s krajem ramazana, dakle, 1. ševala. Taj se blagdan naziva Ramazanski bajram (arap. عيد الفطر Eid ul-Fitr). Tog se dana klanja poseban, bajram-namaz te se posjećuju preminuli rođaci na grobljima. Obitelji razmjenjuju darove i prigodnim obrocima obilježavaju doček velikog muslimanskog blagdana.
Koristi posta:
1. Post je vježba izdržljivosti, snage volje i vjere. Musliman odlučuje postiti da bi ispunio obvezu prema Alahu i tako učvršćuje svoj karakter uskraćujući si ispunjenje osnovnih ljudskih potreba: za jelom i pićem.
2. Post je sredstvo promicanja solidarnosti s onima koji žeđaju i gladuju zbog siromaštva, a ne svojom voljom.
3. Post je u službi zdravlja. Smatra se da se uz post tijelo lakše očisti od nagomilanih štetnih tvari.

## Teravije i mukabele
Sunitski muslimani u ovom mjesecu mole navečer u džamijama dodatne molitve (teravije), koje su do tri puta dulje od dnevnih. Teravih-namaz nije obvezan nego dobrovoljan. Također, njegova duljina nije fiksna nego je poželjno oduljiti ga.
Ramazan je za muslimane svet po tome što se vjeruje da je u njemu počela objava Kurana poslaniku Muhamedu. Jedna od deset posljednjih noći ramazana (nije točno naznačeno koja, ali muslimanski učenjaci pretpostavljaju da je 27.) naziva se Lejletul-kadr ("Noć odredbe"); to je noć kada je Muhamed primio prve stihove (ajete) Kurana. Muslimani se trude tijekom ramazana pročitati čitav Kuran, po uzoru na Muhameda. Važno je, međutim, razumjeti značenje pročitanog i njegova primjena u svakodnevici. Tijekom ramazana u sunitskim džamijama organiziraju se mukabele, skupovi na kojima jedan dio poznavatelja Kurana čita ili recitira, a ostali slušaju i na taj način uče.

## Sadekatul-fitr (ili zekatul- fitr)
Sadekatul-fitr je bajramski doprinos koji muslimani daju (u ime Alaha) siromasima krajem ramazana, pred Bajram. Najniži iznos sadekatul-fitra određuje se u najzastupljenijoj namirnici u određenoj zemlji, npr. pšenici, ječmu, riži, datuljama i slično. Islamske zajednice to preračunavaju u novac jer je dopušteno dati protuvrijednost u novcu u približnoj vrijednosti jednodnevne ishrane za jednu osobu. Taj se doprinos daje da bi siromašni bili pošteđeni oskudice i traženja milostinje na Bajram.
Sadekatul-fitr daje se:
1. siromašnima, a među njima prednost imaju članovi šire obitelji i susjedi
2. za potrebe Islamske zajednice (npr., u Hrvatskoj za rad Islamske gimnazije s pravom javnosti "Dr. A. Smajlović")

Sadekatul-fitr ne može se dati:
1. imućnima (onima koji su i sami sposobni izdvojiti sadekatul-fitr)
2. rođacima po uzlaznoj i silaznoj lozi, dakle, roditeljima i njihovim roditeljima, djeci, unucima

Uz sadekatul-fitr muslimani uobičajeno u ramazanu daju i zekat, čime ispunjavaju četvrtu praktičnu dužnost islama (četvrti od pet stubova islama). 